# 安坪镇 (奉节县)
安坪镇，是中华人民共和国重庆市奉节县下辖的一个乡镇级行政单位。

## 行政区划
安坪镇下辖以下地区：
藕塘社区、三沱村、望江村、大保村、天鹅村、新铺村、下坝村、合一村、三马村、海角村、小治村和广营村。